# Сафи ад-Дин, Хашим
Хашим Сафи ад-Дин (араб.  هاشم صفي الدين‎; 3 мая 1964, Дейр-Канун-эн-Нахр, Южный Ливан — 3 октября 2024, Харет-Хрейк, Горный Ливан, Бейрут) — один из лидеров ливанской шиитской исламистской вооружённой организации «Хезболла».

## Биография
Родился 3 мая 1964 года в Южном Ливане. Изучал теологию в Эн-Наджафе вместе со своим двоюродным братом Хасаном Насраллой.
В 1995 году Хашим Сафи Ад-Дин был назначен в исполнительный совет «Хезболлы», а в 2001 году стал его председателем. Совет курирует политическую, социальную и образовательную деятельность «Хезболлы». Ад-Дин также является одним из девяти членов главного консультативного совета, который является высшим органом группы.
В октябре 2008 года Ад-Дин был избран наследником Насраллы на посту генерального секретаря «Хезболлы» на заседании общего собрания. В ноябре 2010 года он был назначен военным командующим организации в Южном Ливане.
В 2017 году Государственный департамент США объявил Ад-Дина террористом, а в следующем году ввёл против него санкции.
В сентябре 2024 года, после убийства Хасана Насраллы, рассматривался как претендент на пост генерального секретаря «Хезболлы», но официального подтверждения его назначения не поступало.
3 октября 2024 года Армия обороны Израиля нанесла авиаудар по подземному бункеру в Дахие, где собирались лидеры «Хезболлы», включая Хашима Сафи Ад-Дина.
5 октября 2024 года телеканал Аль-Арабия, сcылаясь на свои источники, заявил, что Хашим Сафи ад-Дин погиб в результате авиаудара ВВС Израиля.
8 октября 2024 года премьер-министр Израиля Биньямин Нетаньяху подтвердил гибель Хашима Сафи ад-Дина в видео-обращении
22 октября 2024 года ЦАХАЛ подтвердил ликвидацию Хашима Сафи ад-Дина во время авиаудара по подземному бункеру. ЦАХАЛ также заявил, что во время авиаудара в штаб-квартире находились более 25 членов разведывательного подразделения «Хезболлы», включая других высокопоставленных командиров.
Телеканал Аль-Арабия передал, что тело Хашима Сафи ад-Дина было среди 24 тел, обнаруженных под обломками здания.

## Личная жизнь
В июне 2020 года его сын Реза Хашим Сафи Ад-Дин женился на Зейнаб Сулеймани, дочери иранского офицера Касема Сулеймани.

### Комментарии
1. ↑  «Хезболла» признана террористической организацией в США[3], Великобритании[4], Канаде[5], Австралии[6], Нидерландах[7], Чехии[8], Германии[9][10], Австрии[8], Швейцарии[8], Эстонии[11], Литве[12], Сербии[13], Словении[14], Израиле[15], Аргентине[16][17], Колумбии[18], Гватемале[19], Гондурасе[18][20] и Парагвае[21]. Её военное крыло также признано террористической организацией в ЕС[22], Франции[23], Новой Зеландии[24] и Республике Косово[25].